# Ricardo González (basket-ball)
Pour les articles homonymes, voir Ricardo González.
Ricardo Primitivo González, né le 12 mai 1925, est un ancien joueur argentin de basket-ball.

## Palmarès
- Champion du monde 1950
- Finaliste des Jeux panaméricains de 1951
- Finaliste des Jeux panaméricains de 1955
- Troisième du championnat d'Amérique du Sud 1955
- Intronisé au FIBA Hall of Fame en 2009